# (57470) 2001 ST115
2001 أس تي 115 (ويعرف أيضًا باسم (57470) 2001 أس تي 115 وفق تسمية الكوكب الصغير) (بالإنجليزية: 2001 ST115)‏ هو كويكب ضمن حزام الكويكبات؛ وترتيبه 57470 من حيث الاكتشاف.
اكتُشف هذا الجُرم الفلكي بواسطة روي أ. تاكر في 19 سبتمبر 2001.

## وصلات خارجية
- (57470) 2001 ST115 في قاعدة بيانات مختبر الدفع النفاث لأجرام النظام الشمسي الصغيرة

- الاكتشاف · مخطط المدار ·  العناصر المدارية · المعلمات المادية

- (57470) 2001 ST115 على موقع ويكي سكاي: DSS2, SDSS, GALEX, IRAS, Hydrogen α, X-Ray, Astrophoto, Sky Map, Articles and images